# Akanga-Piranga
Akanga-Piranga /Acángas-Pirangas =cabeça vermelha; od tupijskog akanga (acanga) =glava/cabeça, + piranga, =crven./, pleme američkih Indijanaca s rijeke Madeira iz zapadnobrazilske države Amazonas koji pripadaju široj skupini Karitiâna, porodica Arikém. Ime im u prijevodu znači 'crvena glava', po običaju oslikavanja glave nekim crvenim pigmentom, zbog čega su u porugalskom jeziku poznati kao cabeças vermelhas.
Spominje ih Craig (1947 u Estrada de ferro Madiera-Momoré) koji ih locira na rijeci Jamari, pritoci Madeire, južno i istočno od Santo Antonia.